# 오정국 (정치인)
오정국(吳正國, 1909년 12월 17일~1980년 6월 12일)은 대한민국의 정치인이다. 제5대 국회의원을 지냈다.

## 역대 선거 결과
|  | 7.21% |

|  | 24.12% |

|  | 32.77% |